# Claës Günther
Claës Ephraim Günther, född 29 december 1799 i Längbro församling, död 23 juli 1861 i Klara församling i Stockholm, var en svensk jurist och politiker. Han var justitiestatsminister 1856–1858 samt justitieråd 1851–1856 och 1858–1861.

## Biografi
Claës Günther blev student vid Uppsala universitet 1817 och filosofie magister 1824. Efter att 1826 ha blivit extra ordinarie notarie i Svea hovrätt utnämndes han 1840 till protokollssekreterare i Kunglig Majestäts kansli och 1842 till revisionssekreterare.
År 1845 förordnades han till ledamot av Nya lagberedningen. Då Oskar I till följd av marsoroligheterna 1848 beslöt att inför ständerna framlägga proposition på ny riksdagsordning och avskedade sin ministär, kallades Günther till konsultativt statsråd. Vid riksdagen 1850 föll, trots ett tappert försvar av Sandströmer, Gripenstedt och Günther, det kungliga representationsförslaget, vilket endast varit "en koncession åt marstilldragelserna 1848" och vars antagande då ej ens önskades av kungen.
Günther utträdde ur statsrådet vid riksdagens slut (1851) och utnämndes samma år till justitieråd. År 1856 återinträdde Günther i konseljen, denna gång som justitiestatsminister, men avgick redan 1858, då kronprinsen som regent önskade bilda en ny ministär efter sitt sinne (den de Geer-Hamilton-Manderströmska) samt blev då igen justitieråd. 
Günther var frisinnad och självständig i sina åsikter samt gjorde sig känd som en duglig ämbetsman.
Claës Günther tillhörde adliga ätten Günther och var son till kaptenen Christian Günther och Agneta Charlotta Carpelan. Claës Günther gifte sig 1845 med Hilda Augusta Sophia Grewesmühl. Han var far till Ernst Günther, farfar till Christian Günther och morfar till Nils Alexanderson.

## Utmärkelser
- Riddare och kommendör av Kungl. Maj:ts Orden (Serafimerorden), 7 april 1858.[4]
- Kommendör med stora korset av Nordstjärneorden,  21 november 1856.[4]
- Kommendör av Nordstjärneorden, 18 december 1854.[4]
- Riddare av Nordstjärneorden, 27 november 1848.[4]